# ノースバックスアンドディストリクトフットボールリーグ
ノースバックス＆ディストリクトフットボールリーグ （North Bucks & District Football League）はバークス＆バックスカウンティフットボールアソシエーションに加盟している大会で、主にイングランドのノーサンプトンシャーにあるアマチュアフットボールクラブが所属しているが、オックスフォードシャー、ノーサンプトンシャー、ベッドフォードシャーなど他の郡からの加盟チームも存在する。リーグは1911年に設立され、プレミアディビジョン、中間ディビジョン、ディビジョン1、ディビジョン2の4つのディビジョンに分かれており、イングランドサッカーリーグにおいて12部から15部相当である。一般的にはノースバックスリーグと呼ばれている。

## 概要

### リーグ
ノースバックスリーグの50チームは、プレミアディビジョン、インターミディエイトディビジョン、ディビジョン1、ディビジョン2の4つのディビジョンにグループ化されており、それぞれ14、12、13、11チームで構成されれている。どのシーズンでも、クラブは同じディビジョンで他のクラブとホーム＆アウェイの合計2回ずつプレーする。リーグのチームの多くは他のノースバックスリーグクラブのリザーブチームであり、フルメンバーシップ（1つのチームが選手に競技に参加させる最低試合数）は2015-16シーズンで34であり、44までに制限されている。 34人のうち16人が2番目のチームに出場するが、これらの2番目のチームは同じ部門での競技を禁じられている。
クラブは、勝利で3ポイント、引き分けで1ポイント、敗北で1ポイントを獲得する。シーズンの終わりに、部門の上位にあるクラブは次の上位部門への昇格を勝ち取り、下位のクラブは次の下位部門に降格する可能性がある。プレミアディビジョンのトップクラブはスパルタンサウスミッドランズフットボールリーグディビジョン2に昇格する可能性があるが、実際にはサウスミッドランズリーグへ昇格するかは順位よりもクラブ施設が前述のリーグによる条件を満たしているかによって決まる。時々、クラブより適した他地域のリーグに昇格することがある。クラブは、各シーズンの終わりにノースバックスリーグのコンポーネントリーグに昇格および降格するが、リーグシステムの地域には下位レベルのサッカー大会がないため、ディビジョン2から降格することはできない。ディビジョンのサイズは18に制限されている。
サウスミッドランズリーグのより厳しい要件により、一部のクラブは、ピッチ外で必要とされる基準を満たしていないため、昇格に値する順位を保っているにもかかわらず、ノースバックスリーグに残ることがある。

### カップ
ノースバックス＆ディストリクトフットボールリーグは、6つのノックアウトカップ大会を開催している。4つのチャレンジトロフィー大会、部門間チャレンジカップ、リザーブチームチャレンジトロフィーである。チャレンジトロフィーはリーグのすべてのチームに参加権があるが4つのセクションに分かれているため、部門ごとに個別の競争がある。各トーナメントの決勝戦は中立の会場で行われる。スポンサーシップの理由でカウリーアンドウィルソンカップとして知られるインターディビジョンチャレンジカップは、ノースバックスリーグのすべてのファーストチームメンバーによって競われ、2010-11シーズンに再導入された。リザーブチームチャレンジトロフィーは、インターディビジョンチャレンジカップと同じ方法で編成されるが、リザーブチームのみが対象である。さらに、クラブはバッキンガムチャリティーカップに招待され、バークス＆バックスFAが主催するカウンティカップに参加することができるが、一部のチームは他の郡による援助を受けている。最初のチームがより高いレベルで競争するリザーブサイド（たとえば、スパルタンサウスミッドランズリーグ）は、2つの部門間カップコンペティションでははリザーブサイドとは見なされない。

## 歴史
リーグは1911年に設立され、現在までほぼ変わらない方針で運営されている。

## クラブ
以下は、2020－2021シーズンのノースバックス＆ディストリクトフットボールリーグの所属クラブである.

### プレミアディビジョン
| クラブ                           | 設立 | 所属                    | 順位 2020－21 |
| -------------------------------- | ---- | ----------------------- | ------------- |
| ブレッチリ―パーク                | ‐    | ‐                       | 7位           |
| オルニーFC                       | ‐    | ‐                       | 11位          |
| シティコルツ                     | -    | ‐                       | 6位           |
| グレートホーウッド               | 1966 | ベークス&バックスFA     | 1位           |
| クリーンステート                 | 2010 | ベークス＆バックスFA    | 10位          |
| ハンスロープ                     | 1911 | ベークス&バックスFA     | 2位           |
| マーシュギボン                   | 1938 | ベークス&バックス FA    | 8位           |
| ポッタースプリー                 | 1980 | ノーザンプトンシャーFA  | 3位           |
| ストークハモンドBT               | ‐    | ‐                       | 12位          |
| アリスバーリーベールディナモスFC | ‐    | ‐                       | 9位           |
| ストゥークレイ                   | 1946 | ベークス＆バックス FA   | 5位           |
| トウチェスタータウン             | 1988 | ノーザンプトンシャー FA | 4位           |

### インターメディエートディビジョン
| クラブ                                   | 設立 | 所属                  | 順位 in 2020-21 |
| ---------------------------------------- | ---- | --------------------- | --------------- |
| AFCサンタンデール                        | 1987 | ベークス＆バックス FA | 6位             |
| バッキンガムユナイテッド                 |      |                       | 11位            |
| ディーンシャンガー                       |      |                       | 7位             |
| ミルトンケインズアイリッシュアスレチック |      |                       | 1位             |
| グレンドンレンジャース                   |      |                       | 2位             |
| グレートリンフォードFC                   |      |                       | 8位             |
| タッテンホー                             |      |                       | 9位             |
| マースレイユナイテッドデベロップメント   |      |                       | 4位             |
| トワイフォード                           |      |                       | 5位             |
| ハンスロープリザーブス                   |      |                       | 12位            |
| ニューブラッドウェルセントピーターFC     |      |                       | 10位            |
| ウィレン                                 | 1989 | ベークス＆バックス FA | 3位             |

### ディビジョンワン
| クラブ                              | 設立 | 所属                  | 順位 in 2020-21 |
| ----------------------------------- | ---- | --------------------- | --------------- |
| シルバーストーンFC                  | 2011 | ベックス＆バックス FA | 1位             |
| ヤードレイゴビオンFC                |      |                       | 4位             |
| グレートホーウッドリザーブス        |      |                       | 9位             |
| スティープルクレイドン              | 1952 | ベックス＆バックスFA  | 8位             |
| ポッタースプリーリザーブス          | 1980 | ベックス＆バックス FA | 3位             |
| MKワンダラーズ                      |      |                       | 6位             |
| シレシャム                          |      |                       | 11位            |
| ニューポートパグネルアスレチック    |      |                       | 7位             |
| クリーンステートFS10                |      |                       | 10位            |
| AFCサンタンデールサタデーリザーブス |      |                       | 12位            |
| ウェストバリー                      |      |                       | 5位             |
| トウチェスタータウンリザーブス      | 1998 | ベックス＆バックス FA | 2位             |

### ディビジョンツー
| クラブ                                     | 設立 | 所属                    | 順位 in 2020-21 |
| ------------------------------------------ | ---- | ----------------------- | --------------- |
| シティコルツリザーブス                     |      |                         | 8位             |
| マースギボンリザーブス                     | 1938 | バックス＆ベックス FA   | 10位            |
| トワイフォードユナイテッドリザーブス       |      |                         | 11位            |
| シルバーストーンFCリザーブス               | 1971 | ノーザンプトンシャー FA | 6位             |
| ニューポートパグネルアスレチックリザーブス |      |                         | 5位             |
| オルニーリザーブス                         | —    |                         | 3位             |
| ストニーストラッドフォールドタウン         |      |                         | 1位             |
| ヤードレイギボンリザーブス                 | 1906 | ノーザンプトンシャー FA | 12位            |
| ディーンシャンガーアスレチックリザーブス   | 1946 | ノーザンプトンシャー FA | 7位             |
| MKワンダラーズリザーブス                   | —    |                         | 2位             |
| ブレッチリ―パークリザーブス                |      |                         | 4位             |
| ストゥックリーリザーブス                   |      |                         | 9位             |

### 歴代所属クラブによるタイトル
不完全ではあるがノースバックスリーグで優勝した歴代クラブのリストである。
| クラブ                                           | タイトル | 優勝年                                                                                   |
| ------------------------------------------------ | -------- | ---------------------------------------------------------------------------------------- |
| ポッタースプリー                                 | 10       | 1934–35, 1937–38, 1994–95, 1995–96, 2005–06, 2012–13, 2014–15, 2015–16, 2016–17, 2017–18 |
| ディーンシャンガーアスレチックフットボールクラブ | 9        | 1950–51, 1951–52, 1952–53, 1954–55, 1956–57, 1958–59, 1959–60, 2001–02, 2002–03          |
| バッキンガムタウンFC                             | 7        | 1924–25, 1928–29, 1933–34, 1935–36, 1936–37, 1948–49, 1949–50                            |
| ヤードレーゴビオン                               | 4        | 1963–64, 1965–66, 1970–71, 1972–73                                                       |
| キャッスルホルプ                                 | 3        | 1953–54, 1955–56, 1957–58                                                                |
| ニューポートオートス                             | 3        | 1920–21, 1921–22, 1923–24                                                                |
| ニューポートパグネルタウンFC                     | 3        | 1967–68, 1968–69, 1969–70                                                                |
| スタントンバリーStピーター                       | 3        | 1912–13, 1913–14, 1938–39                                                                |
| ブレッチレーLMS                                  | 2        | 1929–30, 1946–47                                                                         |
| コスグローブStピーター                           | 2        | 1911–12, 1927–28                                                                         |
| グレンドンレンジャース                           | 2        | 1973–74, 1974–75                                                                         |
| ハンスロープ                                     | 3        | 1962–63, 1964–65, 2019‐20                                                                |
| ミドルトンチェイニー                             | 2        | 1975–76, 1976–77                                                                         |
| PB (ミルトンケインズ)                            | 2        | 2006–07, 2007–08                                                                         |
| パッドベリーユナイテッド                         | 2        | 1997–98, 1998–99                                                                         |
| スティープルクレイドン                           | 2        | 2004–05, 2009–10                                                                         |
| ストゥックレー                                   | 2        | 1992–93, 1993–94                                                                         |
| トウチェスタータウンズ                           | 2        | 1947–48, 1966–67                                                                         |
| ウィンスローユナイテッドFC                       | 2        | 1926–27, 1930–31                                                                         |
| ウルバートンタウン                               | 2        | 1922–23, 1931–32                                                                         |
| ブラックレイスポーツ                             | 1        | 2010–11                                                                                  |
| バッキンガムアスレチックFC                       | 1        | 1984–85                                                                                  |
| シティコルツ                                     | 1        | 2013–14                                                                                  |
| ダストン                                         | 1        | 2018–19                                                                                  |
| ケタリングノマド                                 | 1        | 1989–90                                                                                  |
| ラベンドンスポーツ                               | 1        | 2008–09                                                                                  |
| マッコーコデール                                 | 1        | 1977–78                                                                                  |
| ミルトンケインズワンダラーズ                     | 1        | 2011–12                                                                                  |
| ニューポートタウン                               | 1        | 1982–83                                                                                  |
| ニューポートアスレチック                         | 1        | 1996–97                                                                                  |
| オルニータウンFC                                 | 1        | 1961–62                                                                                  |
| サーモンスポーツ                                 | 1        | 1932–33                                                                                  |
| シェンリー＆ラウトン                             | 1        | 1988–89                                                                                  |
| シェリントン                                     | 1        | 1972–73                                                                                  |
| シルバーストーンブリティシュレギオン             | 1        | 1960–61                                                                                  |
| ストニーストラットフォードS                      | 1        | 1925–26                                                                                  |
| グレートホーウッド                               | 1        | 2020－21                                                                                 |